# Copris gibbulus
Copris gibbulus là một loài bọ cánh cứng trong họ Bọ hung (Scarabaeidae).